# Speed Up
Speed Up Factory srl, abbreviato in Speed Up, è un'azienda italiana che produce motociclette da competizione dal 2010.
Il suo nome è particolarmente legato alle competizioni motociclistiche del motomondiale dove partecipa alla classe Moto2 fin dalla prima edizione sia con un proprio Team sia fornendo le proprie motociclette a Team privati.
Partecipando ininterrottamente alla classe intermedia del Motomondiale fin dalla stagione inaugurale, Speed up ne diviene una delle case costruttrici più rappresentative, nonché la più vincente tra le compagini italiane che si sono cimentate in questa categoria. Nel 2021 il prototipo che compete nella Moto2, venne rinominato Boscoscuro.
Oltre alle competizioni mondiali ha partecipato al campionato Italiano Velocità nella classe Moto3.

## Motomondiale

### Moto2 - Motorizzazione Honda (2010-2018)
Al termine della stagione 2009, nell'ottica della riduzione delle emissioni inquinati e per creare una classe propedeutica alla MotoGP, l'organizzatore sceglie di optare per un cambio radicale. La nuova classe di mezzo prevede infatti, oltre al regime di monogomma, l'utilizzo di un motore unico per tutte le case costruttriciː il quattro cilindri in linea a quattro tempi derivato da quello di serie della Honda CBR600RR. Speed up partecipa alla stagione 2010 col proprio team ufficiale. Le due S10 schierate sono affidate ad Andrea Iannone e Gábor Talmácsi che chiudono la stagione rispettivamente al terzo e sesto posto in classifica piloti. In particolare Iannone, in occasione dei Gran Premi di Italia, Olanda e Aragona ottiene Pole position vittoria e giro veloce in gara.

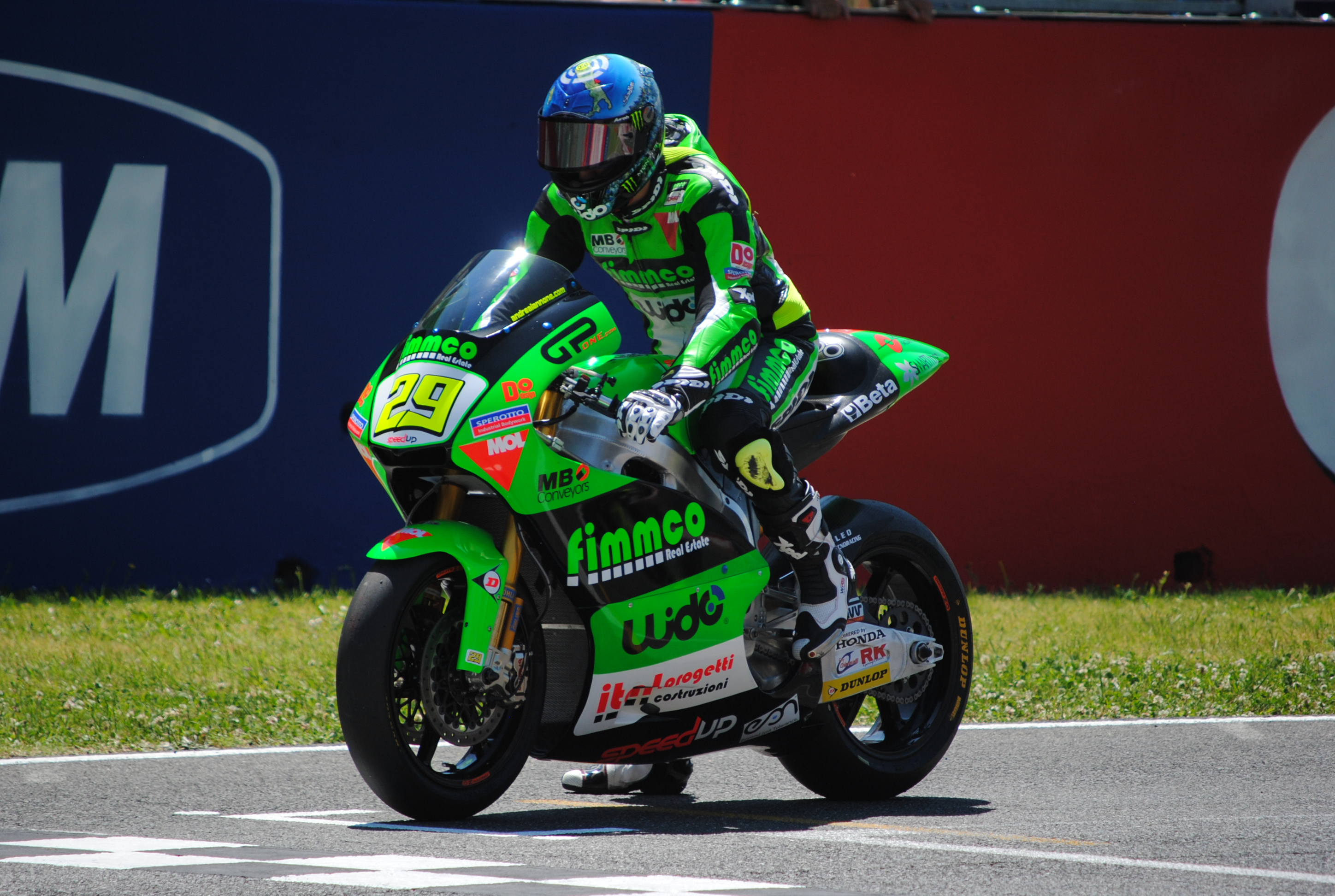
Andrea Iannone, vincitore di 5 Gran Premi con Speed Up, in sella alla S10.

Nel 2011 Speed Up partecipa col proprio team utilizzando motociclette della FTR, con Pol Espargaró che ottiene due piazzamenti a podio e chiude tredicesimo e Valentin Debise che non ottiene punti. Nel 2012 viene messa in pista la nuova S12 affidata dal team ufficiale a Mike Di Meglio cui subentra, a stagione in corso, Alessandro Andreozzi. Un'altra Speed Up è gestita dal team Speed Master con Andrea Iannone come pilota. Inoltre il team Qatariota QMMF, che aveva iniziato la stagione utilizzando le Moriwaki MD600, la conclude con Speed Up. Tra i sei piloti che hanno utilizzato per almeno una gara la S12, prevale Iannone che si piazza terzo in campionato ottenendo due affermazioni: in Catalogna e al Mugello.
Nel 2013 Speed Up non partecipa direttamente alla Moto2 ma fornisce le SF13 a tre squadreː NGM Forward, AGR e QMMF. L'unico podio stagionale per la casa italiana è ottenuto da Simone Corsi che taglia il traguardo al secondo posto nel Gran Premio di Germania. Nel 2014 Speed Up torna con la propria squadra ufficiale mettendo in pista un'unica SF14 affidata a Sam Lowes. Continua inoltre la fornitura al team QMMF il quale, con Anthony West alla guida, ottiene uno storico successo al Gran Premio d'Olanda.
In un 2015 dominato dal costruttore Kalex, Speed Up riesce comunque a mettersi in luce, in particolare col pilota ufficiale Lowes che riesce a strappare un successo al Gran Premio delle Americhe. Questa vittoria, assieme ad altri quattro piazzamenti a podio, consentono alla casa italiana di chiudere, per la prima volta, al secondo posto tra i costruttori. Pur non ottenendo alcuna vittoria nel 2016, Speed Up conferma il secondo posto in classifica costruttori della stagione precedente. Le migliori prestazioni in gara sono i tre piazzamenti a podio ottenuti col pilota ufficiale Simone Corsi e col pilota del team QMMF Julián Simón. Nel 2017 il Team QMMF partecipa solo alla gara inaugurale in Qatar con piloti locali in qualità di wild card. Per il resto della stagione Speed Up può contare solo sulle due SF7 del Team ufficiale sulle quali, tra infortuni e cambi, si alternano quattro piloti. La stagione si conclude al quarto posto tra i costruttori. Nel 2018 Speed Up torna alla vittoria, conquista infatti il Gran Premio di Catalogna col pilota Fabio Quartararo che, alla guida della SF8, ottiene la sua prima affermazione nel motomondiale.

### Moto2 - Motorizzazione Triumph (2019-)
Dopo nove stagioni consecutive, nel 2019 cambia la fornitura del motori nella classe Moto2. Il nuovo motore è un tre cilindri in linea di 765 centimetri cubici di marca Triumph basato sul motore della Street Triple RS 765. Speed Up schiera due SF9 col proprio Team guidate da Jorge Navarro e Fabio Di Giannantonio. La moto si dimostra competitiva e, nonostante manchi la vittoria nel singolo Gran Premio, ottiene pole position e piazzamenti a podio con entrambi i piloti. La stagione si conclude al terzo posto tra i costruttori, a poca distanza dal secondo posto di KTM. Nel 2020 Speed Up schiera quattro SF20Tː due al team ufficiale, con la stessa coppia di piloti della stagione precedente, e due al team Aspar con i piloti Arón Canet e Hafizh Syahrin. Canet ottiene l'unica pole position stagionale in Stiria mentre le migliori prestazioni in gara sono i due podi ottenuti da Di Giannantonio, la stagione si conclude al secondo posto tra i costruttori.

#### Cambio di denominazione delle Moto
Nel 2021, nell'ottica di differenziare il team dalla motocicletta, i prototipi prodotti da questa casa, vengono rinominati Boscoscuro. Al termine della stagione Boscoscuro conferma il secondo posto in classifica costruttori andando a conquistare sei piazzamenti a podioː con il pilota ufficiale Jorge Navarro e con Arón Canet in forza al Team Aspar.

#### López e Aldeguer: il ritorno alla vittorie
Nel 2022 le uniche due B-22 sono quelle schierate dal team ufficiale e affidate alla coppia di piloti composta da Fermín Aldeguer e Romano Fenati. Quest'ultimo lascia la squadra all'indomani del Gran Premio di Jerez venendo sostituito da Alonso López. Proprio López, in occasione del Gran Premio di Misano, taglia il traguardo al primo posto riportando la vittoria al costruttore Veneto che mancava dalla stagione 2018 con Fabio Quartararo.
López ottiene un'altra affermazione in Australia, dove Aldeguer fa segnare la sua seconda pole position stagionale. Boscoscuro si conferma al secondo posto tra i costruttori mentre il Team si piazza al sesto posto in classifica a squadre. Nel 2023 il team si schiera con la stessa coppia di piloti con cui aveva concluso la stagione precedente. Aldeguer si mette in luce vincendo ben cinque Gran Premi e classificandosi terzo nel mondiale, la stagione si conclude al secondo posto sia tra i costruttori che tra i team.

#### 2024: il mondiale con Ogura

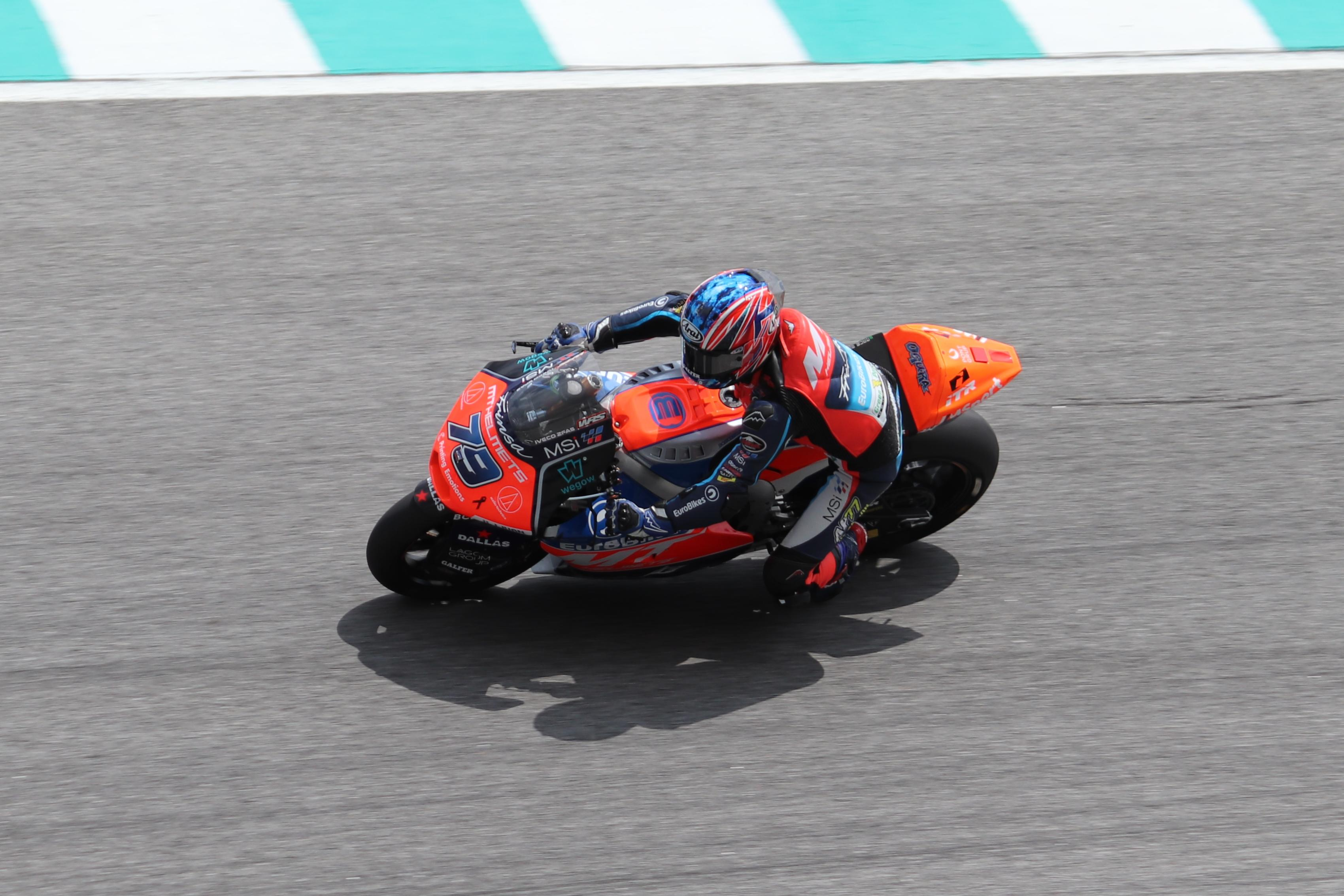
Il giapponese Ai Ogura, campione della classe Moto2 nel 2024 con Boscoscuro.

La casa motociclistica vicentina torna a schierare quattro prototipi nel 2024: oltre alle due ufficiali, con i confermati López e Aldeguer, altre due B-24 vengono fornite al team MT Helmets - MSi che ingaggia come piloti Sergio García e Ai Ogura. In un'annata caratterizzata dallo storico passaggio di fornitura di pneumatici da Dunlop a Pirelli nella categoria, le Boscoscuro risultano particolarmente competitive e in grado di contendere a Kalex la vittoria in ogni Gran Premio. Tutti e quattro i piloti ottengono almeno una vittoria in stagione e la prima metà di campionato è caratterizzata dal testa a testa fra i due piloti MT per il primato in classifica. Ogura, più consistente di García nel finale, conquista aritmeticamente il titolo grazie al secondo posto in gara al Gran Premio di Thailandia. Torna quindi a vincere il mondiale un giapponese, a quindici anni di distanza da Hiroshi Aoyama ed è anche la prima affermazione in assoluto per una motocicletta italiana in Moto2. Manca il titolo costruttori, andato alla casa bavarese Kalex, che è stata in grado di recuperare competitività nel corso dell'estate; nella classifica a squadre MT è prima davanti a Speed Up.

## Campionato Europeo FIM Moto2

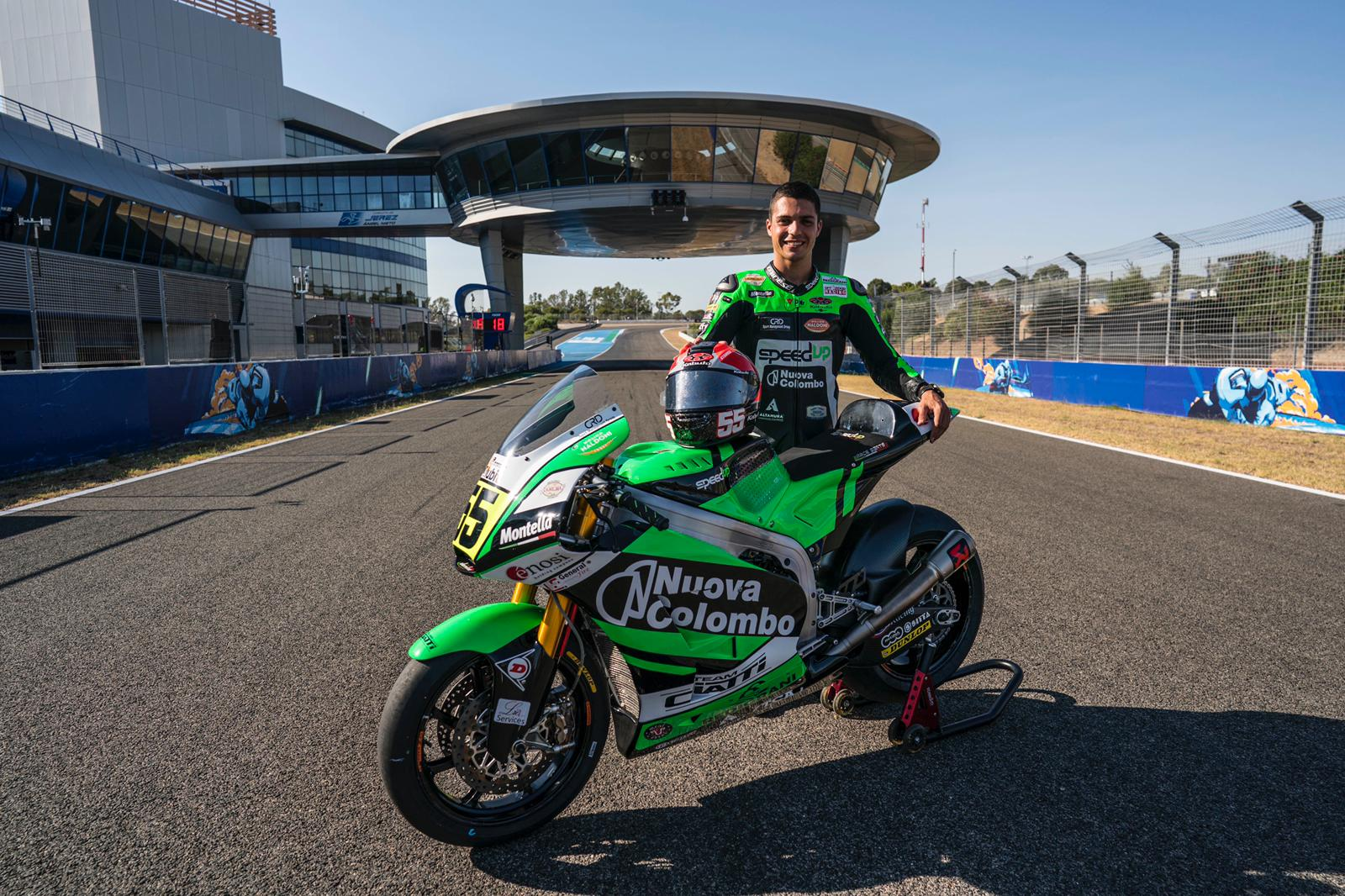
Yari Montella, vincitore del primo titolo europeo per Speed Up nel 2020.

A partire dalla stagione 2015 la classe Moto2 del campeonato de España de Velocidad viene elevata al rango di campionato europeo. Speed Up esordisce in questa competizione nel 2016 con il britannico Paul Curran che disputa un paio di prove senza ottenere punti. Nel 2018 l'italiano Tommaso Marcon ottiene due piazzamenti a podio e si classifica sesto in campionato. 
Nel 2019 il team Ciatti affianca Yari Montella al confermato Marcon. Entrambi vanno a podio classificandosi rispettivamente settimo e quarto in campionato. Nel 2020 l'unica SF20T portata in pista da Montella, vince agevolmente il titolo continentale. Nel 2021 il team Ciatti gareggia con gli spagnoli Fermín Aldeguer e Alonso López che dominano il campionato chiudendo rispettivamente primo e secondo con dieci doppiette in undici gare disputate. Nel 2022 Boscoscuro ottiene qualche punto con Angelo Tagliarini. Nel 2023 vengono messe in pista sei Boscoscuro, affidate a varie squadre. Tra i piloti prevale Alberto Surra che ottiene cinque piazzamenti a podio e si classifica terzo in campionato.
Nel 2024 la partecipazione di Boscoscuro al campionato europeo si allarga fornendo la B-24 a tre squadre: oltre la consolidata collaborazione col team Ciatti, si aggiungono le spagnole Finetwork e EasyRace con una motocicletta ciascuna. Le prestazioni migliorano rispetto all'annata precedente con Mattia Casadei che rimane in corsa per il titolo fino all'evento conclusivo dell'Estoril. La stagione termina al secondo posto in classifica costruttori ad una cinquantina di punti da Kalex.

## Campionato Italiano Velocità

### Moto3
Dal 2016 al 2018 prende parte, come costruttore, alla categoria Pre Moto3 conquistando dodici vittorie e il titolo costruttori nella stagione d'esordio. Nel 2019 la compagine veneta fa il suo esordio nella classe Moto3 del campionato Italiano Velocità con lo Speed Up Junior Team e il pilota olandese Collin Veijer conquistando alcuni piazzamenti a podio.